# Tanja Fajon
Tanja Fajon, née le 9 mai 1971 à Ljubljana, est une femme politique slovène, membre des Sociaux-démocrates. 

## Biographie
Tanja Fajon fait des études de journalisme à la faculté des sciences politiques et sociales de l'université de Ljubljana. Elle étudie la politique internationale à Paris.

### Carrière de journaliste
Tanja Fajon travaille en début de carrière pour Radio Glas Ljubljana et pour le journal Republika, et à partir de 1995 à RTV Slovénie. Elle y est correspondante à Bruxelles, où elle suit l'adhésion de la Slovénie à l'Union Européenne.

### Carrière politique
Députée européenne depuis 2009, Tanja Fajon fait partie du groupe Alliance progressiste des socialistes et démocrates au Parlement européen. Elle est membre de la commission des libertés civiles, de la justice et des affaires intérieures.
Elle est pressentie en octobre 2014 pour devenir la commissaire européenne slovène, après que l'ancienne présidente du gouvernement Alenka Bratušek a été recalée par le Parlement européen.
En 2016, les sondages d’opinion slovènes la considéraient comme l’une des personnalités politiques les plus populaires du pays.
En 2020, elle devient présidente des Sociaux-démocrates. Après des mois de manifestations et l'annonce du boycott des élections législatives serbes de 2020 par les partis d'opposition, Tanja Fajon devient l'une des figures clés du dialogue interparti avec le Parlement Européen, en tant que présidente de la délégation pour les relations avec la Serbie,.
Elle est chef de file et est élue députée aux élections législatives du 24 avril 2022. Elle démissionne du  Parlement européen le 12 mai 2022 et est remplacée par Matjaž Nemec.
Elle est nommée ministre des affaires étrangères et européennes le 1er juin 2022.
En mai 2024, elle visite la bande de Gaza et déclare que le moment est idéal pour reconnaître la Palestine,, reconnaissance effective le mois suivant. En mai 2025, portant la voix d'une Slovénie particulièrement active sur le sujet, elle invite les membres de la Global Alliance for the Implementation of the Two-state Solution à durcir les pressions sur le gouvernement israélien et annonce en juillet 2025 l'interdiction d'entrée sur le territoire slovène pour deux ministres d'extrême droite.